# Атрактор
Атрактор је скуп у који динамички систем еволуира након довољно времена. То јест, тачке које се нађу довољно близу атрактора остају близу чак и ако дође до благих померања. Геометријски, атрактор може да буде тачка, крива, многострукост, или чак компликовани скуп са фракталном структуром, познат као необични атрактор. Описивање атрактора хаотичних динамичких система је једно од постигнућа теорије хаоса.
Трајекторија динамичког система у атрактору не мора да задовољи никаква посебна ограничења осим остајања на атрактору. Трајекторија може да буде периодична, хаотична или било ког другог типа.

## Мотивација
Динамички систем се често описује помоћу диференцијалних једначина које представљају његово понашање у кратком временском периоду. Да би се одредило понашање система током дужег временског периода, неопходно је интегралити једначине, било аналитичким средствима, било итеративно, често уз помоћ рачунара.
Динамички системи у физичком свету теже да буду дисипативни (губе енергију): ако не постоји нека покретачка сила, кретање престаје. (Дисипација може да потиче од унурашње фрикције, термодинамичких губитака, или губитака материјала, као и од других узрока.) Дисипација и покретачка сила теже да у садејству прекину почетне осцилације и преведу систем у његово типично понашање. 
Инваријантни скупови и гранични скупови су слични појму атрактора. Инваријантан скуп је скуп који услед динамике еволуира у себе. Атрактори могу да садрже инваријантне скупове Гранични скуп је скуп тачака, такав да постоји неко почетно стање које тежи произвољно близу граничном скпу (то јест свакој тачки скупа) када време тежи бесконачности. Атрактори су гранични скупови, али нису сви гранични скупови атрактори: Могуће је да постоје неке тачке система које конвергирају граничном скупу, али када се друге тачке благо помере са граничног скупа, могу да буду избачене, и да се никада не врате у близину граничног скупа.
На пример, клатно (које се зауставља временом) има две инваријантне тачке; {\displaystyle x_{0}} минималне висине, и {\displaystyle x_{1}}, максималне висине. Тачка {\displaystyle x_{0}} је такође гранични скуп, јер трајекторије конвергирају ка њој; тачка {\displaystyle x_{1}} није гранични скуп. Услед дисипације, тачка {\displaystyle x_{0}} је такође атрактор. Да нема дисипације, {\displaystyle x_{0}} не би била атрактор.

## Математичка дефиниција
Нека је f(t, •) функција која описује динамику система. То значи, ако је s елемент фазног простора, то јест, s у потпуности одређује стање система у неком тренутку, онда је f(0, s) = s а за t > 0, f(t, s) еволуира s за t јединица времена. На пример, ако је посматрани систем изолована тачкаста честица у једној димензији, онда је њена позиција у фазном простору дата преко (x, v) где је x положај честице, а v је њена брзина. Ако на честицу не делује нека сила (креће се слободно) онда је динамика дата преко f(t,(x,v)) = (x+t*v,v).
Атрактор је подскуп A фазног простора такав да:
- A је инваријантан у односу на f; то јест, ако је s елемент A, онда је и f(t, s), елемент A за свако t.
- Постоји околина A, B(A) која се назива басен атракције за A, таква да је B(A) = { s | за све околине N од A постоји T такво да је за свако t > T,  f(t, s) ∈ N }.
- Не постоји прави подскуп од A са претходна два својства.

Како је басен атракције у блиској околини A, то јест, садржи отворен скуп који садржи A, свако стање 'довољно блиско' A бива привучено ка A. Технички, појам атрактора зависи од топологије на фазном простору, али обично се подразумева стандардна топологија на ℝn.
Понекад се користе и друге дефиниције атрактора. На пример, неке дефиниције захтевају да атрактор има позитивну меру (што спречава да тачка буде атрактор), док друге на пример олабављују захтев да B(A) мора да буде околина.